# 乘龙快婿 (1947年电影)

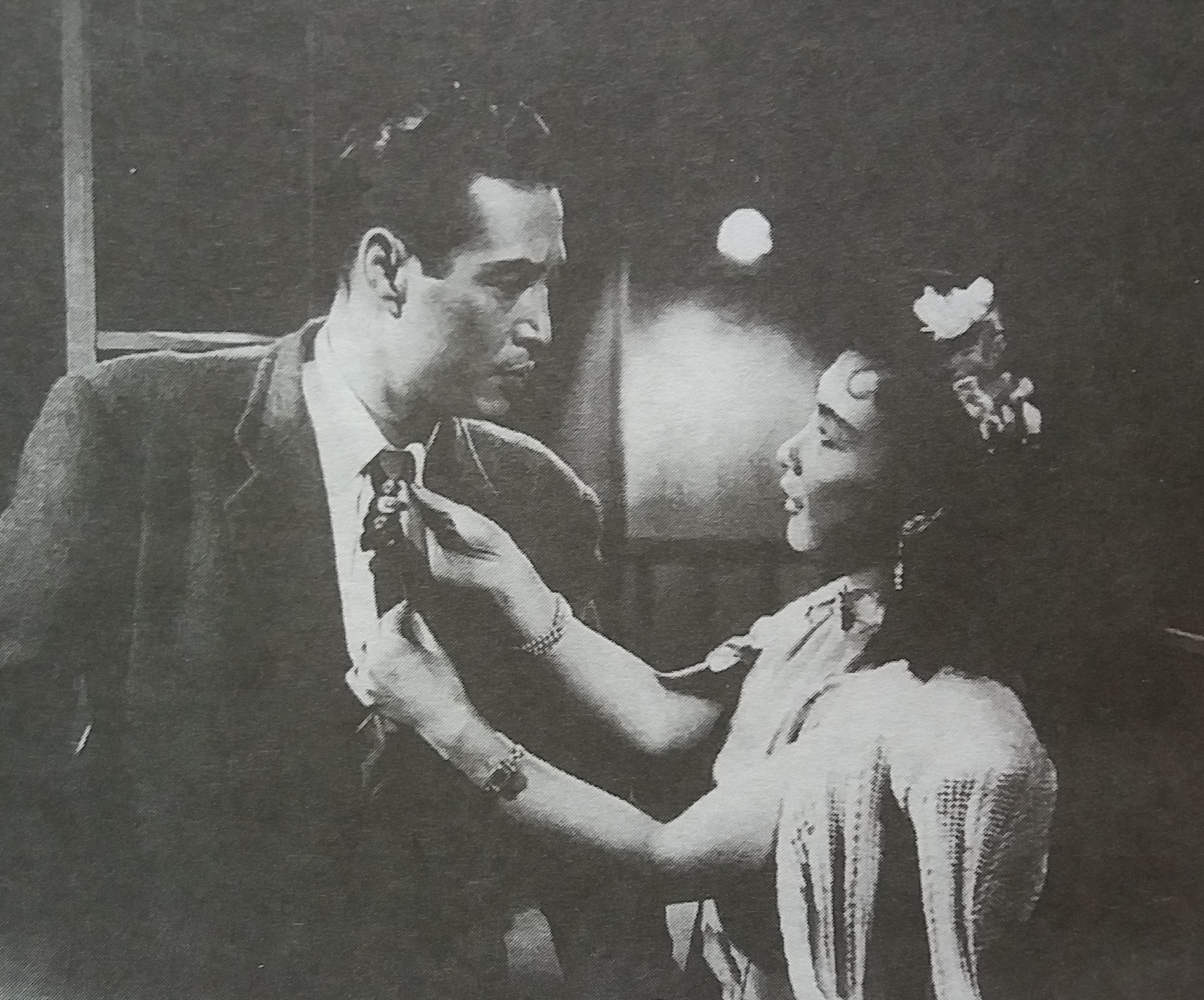
成龙快婿剧照

《成龙快婿》是1947年由袁俊编导，金焰和白杨主演的一部反映抗日战争结束后民众对前途、生活方式不同选择的电影:122。

## 剧情
抗日战争胜利后，陆家大小姐文兰的未婚夫司徒炎从重庆回到上海。陆家人原以为司徒炎是位“接收大员”，兴高采烈地准备迎接他的到来。但陆家二小姐文惠却认为从重庆来的人都是贪官污吏，因此表示不愿理睬。司徒炎到来后，陆家人发现他并不是什么“大员”，而是个穷记者。文兰对他大失所望，退还了定婚戒指，重新和当过汉奸的朋友小许交往。文惠却对司徒炎有了好感。一次，司徒炎在报上发表文章揭发一件贪污案。涉事的“大员”来到陆家企图收买司徒炎。在文惠的支持下，司徒炎断然拒绝了“大员”的贿赂。事后，司徒炎所在报馆被暴徒捣毁，司徒炎和他的一些同事也被打伤。在他住院期间，群众的慰问信像雪片似的飞来，表示对司徒炎的支持。出院后，司徒炎和文惠喜结良缘，一起去杭州开办报纸。:123-124:322-323

## 演员表
| 演员 | 角色   | 简介                   | 备注 |
| ---- | ------ | ---------------------- | ---- |
| 金焰 | 司徒炎 | 陆家大小姐文兰的未婚夫 |      |
| 白杨 | 陆文惠 | 陆家二小姐             |      |
| 路珊 | 陆文兰 | 陆家大小姐             |      |